# لاسلو سابو (شطرنج‌باز)
لاسلو سابو (انگلیسی: László Szabó؛ ۱۹ مارس ۱۹۱۷ – ۸ اوت ۱۹۹۸) شطرنج‌باز اهل مجارستان بود. در سال ۱۹۵۰، وی اولین کسی شد که عنوان استادبزرگ شطرنج را توسط فیده دریافت کرد. و یازده‌بار نماینده مجارستان در المپیاد شطرنج بود.
وی همچنین در فیلم سرباز کوچک بازی کرده است.